# Blackburneus diminutus
Blackburneus diminutus är en skalbaggsart som beskrevs av Bates 1887. Blackburneus diminutus ingår i släktet Blackburneus och familjen Aphodiidae. Inga underarter finns listade.